# José Dumont
José Dumont (Belém, 1° de agosto de 1950) é um ator brasileiro de televisão, cinema e teatro. É filho de Severino do Monte que, ao se apresentar sem documentos para servir o Exército, teve o sobrenome grafado como Dumont. Iniciou sua carreira artística no cinema em 1977 como Severino em Morte e Vida Severina, curiosamente também foi seu primeiro trabalho na televisão pela obra homônima na Rede Globo. Em 1980, veio a sua primeira consagração nas telonas ao interpretar Ceará em Gaijin – Os Caminhos da Liberdade, garantindo o Kikito de Ouro na categoria de Melhor Ator Coadjuvante pelo Festival de Gramado.
No cinema, Dumont já conquistou o Festival de Brasília como Melhor Ator nos papéis de Deraldo e Severino em O Homem que Virou Suco; Olímpico em A Hora da Estrela e como Lineu em Kenoma, este último, também premiado como Melhor Ator Coadjuvante no Festival do Cinema Brasileiro de Miami. Além disso, o personagem Lambusca de O Baiano Fantasma lhe consagrou quatro vezes como Melhor Ator no Festival de Havana, Prêmio Governador do Estado, Festival do Rio e Festival de Gramado. Também ganhou o Grande Prêmio Brasileiro de Cinema por viver Miranda em 2 Filhos de Francisco.
Na televisão, José Dumont teve passagens pela Rede Globo em algumas telenovelas como Corpo a Corpo, De Quina pra Lua, Terra Nostra, América, entre outros. Também trabalhou na extinta Rede Manchete por dez anos em obras como Carmem, Olho por Olho, Pantanal e A História de Ana Raio e Zé Trovão e Mandacaru. Além disso, já esteve na RecordTV por quase uma década exercendo sua função em Cidadão Brasileiro, Luz do Sol, Caminhos do Coração (e sua segunda trilogia), Ribeirão do Tempo e Dona Xepa.

## Primeiros anos
Nascido em Bananeiras, à época município de Belém (Paraíba), é filho de Maria Porpino e Severino do Monte, um casal de agricultores do sertão da Paraíba nos anos 1950. José Dumont perdeu a mãe cedo, no parto de uma de suas irmãs. O pai se mudou para João Pessoa, capital da Paraíba, e Dumont foi criado na casa do avô paterno, Joaquim Batista, conhecido como Joaquim do Monte, pois morava ao pé da serra (montanha). Seu pai, que não possuía documentos, ao se alistar no Exército disse chamar-se Severino "do Monte", o que o tenente interpretou como a pronúncia do sobrenome Dumont e grafou Severino Dumont, sobrenome que permaceu assim nos documentos e foi passado aos filhos. Dumont, por ser de família pobre, não frequentou a escola, contudo, aprendeu a ler com literatura de cordel, o que era comum na Região Nordeste do Brasil.

## Carreira

### Carreira na televisão
Iniciou sua trajetória em 1981 no especial Morte e Vida Severina, da Rede Globo, interpretando Severino. No ano seguinte, foi Tenente Zé Rufino na minissérie Lampião e Maria Bonita. Em 1983, deu vida ao personagem Valdir em Bandidos da Falange. No ano seguinte, encarnou no Governador Franco Rabelo em Padre Cícero, além de estrear na telenovela Corpo a Corpo como Darcy.
Em 1985, interpretou Cróvis e Peixoto na telenovela De Quina Pra Lua e foi Zé Bebelo na minissérie Veredas. Dois anos mais tarde, transferiu-se para a Rede Manchete dando vida a Aluísio em Carmem e, no ano seguinte, atuou como o Delegado Eurípedes Peçanha em Olho por Olho. Iniciou a década de 1990, interpretando Gil em Pantanal, Antenor em Rosa dos Rumos e Mané Coxó em A História de Ana Raio e Zé Trovão.
Em 1991, deu vida a Raimundo na minissérie Amazônia. Dois anos depois, foi Penteado na telenovela Guerra sem Fim. Em 1995, interpretou Né Cachorrão em Tocaia Grande e, posteriormente, encerrou seu trabalho na Rede Manchete como Terto em Mandacaru. Em 1999, retornou para a Rede Globo como Batista em Terra Nostra.
Em 2005, foi o salva-vidas Bóia na telenovela América. No ano seguinte, transferiu-se para a RecordTV dando vida a Alcides na primeira fase de Cidadão Brasileiro. Em 2007, participou das telenovelas Luz do Sol e Caminhos do Coração como Fausto e Teófilo, respectivamente. Posteriormente, o personagem Téo também foi interpretado pelo mesmo em Os Mutantes: Caminhos do Coração, a segunda parte da trilogia.
Em 2010, deu vida a Romeu na telenovela Ribeirão do Tempo. Dois anos depois, interpretou Moacir na série Fora de Controle e no especial O Milagre dos Pássaros como capitão Lindolfo Ezequiel. Em 2013, foi Esmeraldino em Dona Xepa, concluindo seu trabalho na RecordTV como Job em Milagres de Jesus.
Em 2015, voltou novamente para a Rede Globo na pele de Expedito na telenovela I Love Paraisópolis. No ano seguinte, foi Zé Pirangueiro em Velho Chico. Em 2017, participou da série Sob Pressão como Valdo Cruz; além de interpretar os personagens Tião das Cacimbas e Sílvio nas obras Onde Nascem os Fortes e Segunda Chamada, respectivamente. Em 2021, deu vida a Coronel Eudoro em Nos Tempos do Imperador.

### Carreira no cinema

Dumont trabalhou com o ator Gianfrancesco Guarnieri em Gaijin – Os Caminhos da Liberdade (1980).

Seu primeiro papel nas telonas foi em 1977 como Severino em Morte e Vida Severina, mesmo período em que atuou como o assassino do personagem principal em Lúcio Flávio, o Passageiro da Agonia. No ano seguinte, participou de quatro longas: O Escolhido de Iemanjá como Tucano; Se Segura, Malandro! como Cara do Papagaio; Tudo Bem como Piauí e em Coronel Delmiro Gouveia como Zé Pó. Em 1979, esteve nos filmes Amor Bandido como Testemunha e República dos Assassinos como Silveirinha.
Em 1980, esteve nos longas J.S. Brown, o Último Herói como Zé Maria, fez participação especial em Até a Última Gota como Jucenil e foi Ceará em Gaijin – Os Caminhos da Liberdade, este último, foi premiado com o Kikito de Ouro de Melhor Ator Coadjuvante pelo Festival de Gramado. No ano seguinte, deu vida ao personagem Deraldo e Severino em O Homem que Virou Suco, papel que lhe consagrou em sua categoria como vencedor no Festival de Brasília e Festival de Gramado, além de receber a Menção Especial de Júri pelo Festival Ibero-Americano de Huelva.
Em 1982, fez participações especial nos filmes O Sonho Não Acabou e Noites Paraguayas. No ano seguinte, esteve no elenco de O Cangaceiro Trapalhão e Parahyba Mulher Macho. Em 1984, interpretou Mário Pinto em Memórias do Cárcere; Tatu em Os Trapalhões e o Mágico de Oróz e foi Lambusca em O Baiano Fantasma, este último, recebeu quatro premiações como Melhor Ator no Festival de Havana, Prêmio Governador do Estado, Festival do Rio e no Festival de Gramado. Em 1985, foi reconhecido em sua categoria no Festival de Brasília pelo seu papel em A Hora da Estrela como Olímpico.
Dumont só voltaria a ser consagrado no cinema em 1998 pelo no longa Kenoma, dando vida a Lineu, sendo reconhecido por duas premiações: Melhor Ator pelo Festival de Brasília e Melhor Ator Coadjuvante no Festival do Cinema Brasileiro de Miami. Em 2003, foi eleito melhor na sua categoria principal pelo Cine PE, ao interpretar Antônio Biá no filme Narradores de Javé. Três anos mais tarde, tornou-se Melhor Ator Coadjuvante do Grande Prêmio Brasileiro de Cinema no papel de Miranda em 2 Filhos de Francisco.

## Prisão
Em 15 de setembro de 2022, Dumont foi preso sob a suspeita de armazenar imagens de pornografia infantil. O artista é acusado de ter mantido um relacionamento com um fã de 12 anos, para o qual teria oferecido ajuda financeira. Por causa disso, uma homenagem que lhe seria prestada na 14.ª edição do Cinefantasy, em São Paulo, foi cancelada e ele foi demitido da telenovela Todas as Flores, cujo personagem teve as cenas regravadas com Jackson Antunes. Foi solto da prisão no dia 12 de outubro sob uso de tornozeleira eletrônica.
No dia 3 de julho de 2023, o artista foi condenado à pena de 1 ano, 2 meses e 11 dias de reclusão mais multa por armazenamento de pornografia infantil. Porém, pelo crime não ter agravantes e pelo fato de o ator ter mais de 70 anos, a pena foi reduzida para 1 ano e 10 dias em regime aberto, podendo recorrer em liberdade.

## Filmografia

### Televisão
| Ano  | Título                             | Personagem                       | Nota                              | Emissora      |
| ---- | ---------------------------------- | -------------------------------- | --------------------------------- | ------------- |
| 1981 | Morte e Vida Severina              | Severino de Maria                |                                   | Rede Globo    |
| 1982 | Lampião e Maria Bonita             | Tenente Zé Rufino                |                                   | Rede Globo    |
| 1983 | Bandidos da Falange                | Valdir                           |                                   | Rede Globo    |
| 1984 | Padre Cícero                       | Governador Franco Rabelo         |                                   | Rede Globo    |
| 1984 | Corpo a Corpo                      | Darcy                            |                                   | Rede Globo    |
| 1985 | Grande Sertão: Veredas             | Zé Bebelo                        |                                   | Rede Globo    |
| 1985 | De Quina pra Lua                   | Cróvis / Peixoto                 |                                   | Rede Globo    |
| 1987 | Carmem                             | Aluísio                          |                                   | Rede Manchete |
| 1988 | Olho por Olho                      | Dr. Eurípedes Peçanha            |                                   | Rede Manchete |
| 1990 | Pantanal                           | Gilberto Marruá (Gil)            |                                   | Rede Manchete |
| 1990 | Rosa dos Rumos                     | Antenor                          |                                   | Rede Manchete |
| 1990 | A História de Ana Raio e Zé Trovão | Manoel Pereira (Mané Coxo)       |                                   | Rede Manchete |
| 1991 | Amazônia                           | Raimundo                         |                                   | Rede Manchete |
| 1993 | Guerra sem Fim                     | Fernando (Penteado)              |                                   | Rede Manchete |
| 1995 | Tocaia Grande                      | Nero Godoy (Né Cachorrão)        |                                   | Rede Manchete |
| 1997 | Mandacaru                          | Terto Paulo Munhoz (Teco)        |                                   | Rede Manchete |
| 1999 | Terra Nostra                       | Ronaldo Batista                  |                                   | Rede Globo    |
| 2001 | A Turma do Pererê                  | Tenente Volante                  | Episódio: "Na Terra do Sol        | TVE Brasil    |
| 2003 | Carga Pesada                       | Cícero Nonato                    | Ep: A grande viagem (Parte III)   | Rede Globo    |
| 2005 | América                            | Carlos Manuel de Andrade (Bóia)  |                                   | Rede Globo    |
| 2006 | Cidadão Brasileiro                 | Alcides                          |                                   | Rede Record   |
| 2007 | Luz do Sol                         | Fausto Matias                    |                                   | Rede Record   |
| 2007 | Caminhos do Coração                | Teófilo Magalhães (Téo)          |                                   | Rede Record   |
| 2008 | Os Mutantes: Caminhos do Coração   | Teófilo Magalhães (Téo)          |                                   | Rede Record   |
| 2010 | Ribeirão do Tempo                  | Romeu Fulgêncio                  |                                   | Rede Record   |
| 2012 | Fora de Controle                   | Moacir Alves (Macieiro)          |                                   | Rede Record   |
| 2012 | O Milagre dos Pássaros             | Coronel Lindolfo Ezequiel Caxias | Especial de fim de ano            | Rede Record   |
| 2013 | Dona Xepa                          | Esmeraldino Losano / Rubinato    |                                   | Rede Record   |
| 2014 | Milagres de Jesus                  | Job                              | Episódio: "O Leproso de Genesaré" | Rede Record   |
| 2015 | I Love Paraisópolis                | Expedito Rufino                  |                                   | Rede Globo    |
| 2016 | Velho Chico                        | Zé Pirangueiro                   |                                   | Rede Globo    |
| 2017 | Sob Pressão                        | Valdo Cruz                       | Episódio: "5 de setembro"         | Rede Globo    |
| 2018 | Onde Nascem os Fortes              | Tião das Cacimbas                |                                   | Rede Globo    |
| 2019 | Segunda Chamada                    | Sílvio Alves Oliveira            | Temporada 1                       | Rede Globo    |
| 2021 | Cidade Invisível                   | Ciço                             |                                   | Netflix       |
| 2021 | Nos Tempos do Imperador            | Coronel Eudoro Mendes            |                                   | Rede Globo    |

### Cinema
| Ano  | Título                                | Papel                       |
| ---- | ------------------------------------- | --------------------------- |
| 2021 | Curral                                | Vitorino                    |
| 2017 | Tungstênio                            | Seu Ney                     |
| 2016 | Era o Hotel Cambridge                 | Apolo                       |
| 2014 | Trash - A Esperança vem do Lixo       | Carlos                      |
| 2012 | A Hora e a Vez de Augusto Matraga     | Padre Zequiel               |
| 2009 | O Sonho de Inacim                     | Miguel                      |
| 2005 | 2 Filhos de Francisco                 | Miranda                     |
| 2005 | Cidade Baixa                          | Sergipano                   |
| 2004 | Irmãos de Fé                          | Tiago, o Justo              |
| 2004 | O Último Raio de Sol                  | José                        |
| 2004 | Olga                                  | Manuel                      |
| 2004 | Onde Anda Você                        | Jajá                        |
| 2004 | Árido Movie                           | Zé Elétrico                 |
| 2003 | Maria - Mãe do Filho de Deus          | Diabo                       |
| 2003 | As Tranças de Maria                   | Oração                      |
| 2003 | Narradores de Javé                    | Antônio Biá                 |
| 2002 | A Selva                               | Agostinho                   |
| 2001 | Abril Despedaçado                     | Pai                         |
| 1999 | Milagre em Juazeiro                   | Padre Cícero                |
| 1998 | Kenoma                                | Lineu                       |
| 1998 | O Primeiro Dia                        | Policial                    |
| 1998 | Policarpo Quaresma, Herói do Brasil   | Tenente Coxo                |
| 1991 | At Play in the Fields of the Lord     | Comandante Guzman           |
| 1990 | Mais que a Terra                      | —                           |
| 1989 | Minas-Texas                           | Roy Pereira                 |
| 1987 | Os Trapalhões no Auto da Compadecida  | Capitão Severino de Aracaju |
| 1987 | Running Out of Luck                   | Prisoneiro                  |
| 1986 | Tigipió - Uma Questão de Amor e Honra | Heitor                      |
| 1986 | Vento Sul                             | —                           |
| 1985 | Avaeté - Semente da Vingança          | Ribamar                     |
| 1985 | A Hora da Estrela                     | Olímpico de Jesus           |
| 1984 | Os Trapalhões e o Mágico de Oróz      | Tatu                        |
| 1984 | O Baiano Fantasma                     | Lambusca                    |
| 1984 | Memórias do Cárcere                   | Mário Pinto                 |
| 1983 | Parahyba Mulher Macho                 | —                           |
| 1983 | O Cangaceiro Trapalhão                | Tenente Zé Bezerra          |
| 1982 | Noites Paraguaias                     | —                           |
| 1982 | O Sonho não Acabou                    | Astor                       |
| 1981 | O Homem que Virou Suco                | Deraldo/Severino            |
| 1980 | Até a Última Gota                     | Jucenil                     |
| 1980 | Gaijin – Os Caminhos da Liberdade     | Ceará                       |
| 1980 | J.S. Brown, o Último Herói            | Zé Maria                    |
| 1979 | Amor Bandido                          | Testemunha                  |
| 1979 | A República dos Assassinos            | Silveirinha                 |
| 1978 | Coronel Delmiro Gouveia               | Zé Pó                       |
| 1978 | Tudo Bem                              | Piauí                       |
| 1978 | Se Segura, Malandro!                  | Cara do Papagaio            |
| 1978 | O Escolhido de Iemanjá                | Tucano                      |
| 1977 | Lúcio Flávio, o Passageiro da Agonia  | Prisioneiro                 |
| 1977 | Morte e Vida Severina                 | Severino de Maria           |

## Teatro
| Ano  | Título                               | Direção                 | Ref.   |
| ---- | ------------------------------------ | ----------------------- | ------ |
| 1976 | O Sonho, Caso Especial               | Gianfrancesco Guarnieri | [ 71 ] |
| 1977 | Morte e Vida Severina                | Hector Babenco          | [ 71 ] |
| 1977 | Lúcio Flávio, o Passageiro da Agonia | Hector Babenco          | [ 71 ] |
| 1977 | Tudo Bem                             | Arnaldo Jabor           | [ 71 ] |
| 1977 | Amor Bandido                         | Bruno Barreto           | [ 71 ] |
| 1977 | Se Segura, Malandro                  | Hugo Carvana            | [ 71 ] |

## Prêmios e indicações
| Ano  | Prêmio                                                           | Categoria                     | Nomeações                         | Resultado |
| ---- | ---------------------------------------------------------------- | ----------------------------- | --------------------------------- | --------- |
| 1979 | Prêmio APCA de Televisão                                         | Melhor Revelação Masculina    | Plantão de Polícia                | Venceu    |
| 1980 | Festival de Cinema de Gramado                                    | Melhor Ator Coadjuvante       | Gaijin – Os Caminhos da Liberdade | Venceu    |
| 1980 | Festival de Cinema de Brasília                                   | Melhor Ator                   | O Homem que Virou Suco            | Venceu    |
| 1981 | Festival de Cinema de Gramado                                    | Melhor Ator                   | O Homem que Virou Suco            | Venceu    |
| 1981 | Huelva Latin American Film Festival                              | Melhor Ator                   | O Homem que Virou Suco            | Venceu    |
| 1984 | Festival de Cinema de Gramado                                    | Melhor Ator                   | O Baiano Fantasma                 | Venceu    |
| 1985 | Festival Internacional do Novo Cinema Latino-Americano de Havana | Melhor Ator                   | O Baiano Fantasma                 | Venceu    |
| 1985 | Festival Internacional do Novo Cinema Latino-Americano de Havana | Melhor Ator                   | Avaeté - Semente da Vingança      | Venceu    |
| 1985 | Festival de Cinema de Brasília                                   | Melhor Ator                   | A Hora da Estrela                 | Venceu    |
| 1998 | Festival de Cinema de Brasília                                   | Melhor Ator                   | Kenoma                            | Venceu    |
| 1999 | Troféu APCA                                                      | Melhor Ator em Cinema         | Kenoma                            | Venceu    |
| 1999 | Prêmio Guarani de Cinema Brasileiro                              | Melhor Ator                   | Kenoma                            | Venceu    |
| 1999 | Brazilian Film Festival of Miami                                 | Melhor Ator                   | Kenoma                            | Venceu    |
| 1999 | Festival Sesc de Cinema                                          | Melhor Ator (voto popular)    | Kenoma                            | Venceu    |
| 2002 | Prêmio Arte Qualidade Brasil - SP                                | Melhor Ator Coadjuvante       | Abril Despedaçado                 | Venceu    |
| 2003 | Prêmio Guarani de Cinema Brasileiro                              | Melhor Ator Coadjuvante       | Abril Despedaçado                 | Indicado  |
| 2003 | Cine PE - Festival do Audiovisual                                | Melhor Ator em Longa-metragem | Narradores de Javé                | Venceu    |
| 2003 | Festival Internacional de Cinema do Rio                          | Melhor Ator                   | Narradores de Javé                | Venceu    |
| 2004 | Festival de Cinema de Brasília                                   | Melhor Ator de Curta-metragem | O Último Raio de Sol              | Venceu    |
| 2005 | Prêmio ACIE de Cinema                                            | Melhor Ator                   | Narradores de Javé                | Indicado  |
| 2005 | Prêmio Guarani de Cinema Brasileiro                              | Melhor Ator                   | Narradores de Javé                | Indicado  |
| 2005 | Grande Prêmio do Cinema Brasileiro                               | Melhor Ator                   | Narradores de Javé                | Indicado  |
| 2005 | Prêmio Arte Qualidade Brasil - RJ                                | Melhor Ator Coadjuvante       | Dois Filhos de Francisco          | Venceu    |
| 2005 | Prêmio Arte Qualidade Brasil - SP                                | Melhor Ator Coadjuvante       | Dois Filhos de Francisco          | Venceu    |
| 2006 | Prêmio Guarani de Cinema Brasileiro                              | Melhor Ator Coadjuvante       | Dois Filhos de Francisco          | Venceu    |
| 2007 | Grande Prêmio do Cinema Brasileiro                               | Melhor Ator Coadjuvante       | Dois Filhos de Francisco          | Venceu    |
| 2007 | Grande Prêmio do Cinema Brasileiro                               | Melhor Ator Coadjuvante       | Cidade Baixa                      | Indicado  |
| 2007 | Grande Prêmio do Cinema Brasileiro                               | Melhor Ator                   | Árido Movie                       | Indicado  |
| 2007 | Prêmio Guarani de Cinema Brasileiro                              | Melhor Ator Coadjuvante       | Árido Movie                       | Indicado  |
| 2018 | Prêmio Guarani de Cinema Brasileiro                              | Melhor Ator Coadjuvante       | Era o Hotel Cambridge             | Indicado  |